# أحمد مصطفى سليمان
أحمد سليمان مصطفى سليمان (ولد في 1926 في بيت نبالا، فلسطين - توفي في 14 ديسمبر 2005 في البحرين) إعلامي بحريني من أصول فلسطينية.

## النشأة والتعليم
ولد سليمان العام 1926 وعمل في الفترة ما بين العامين 1959 و1965 مذيعا ومنتجا ومراسلا وكاتب نصوص للبرامج الاذاعية بهيئة الإذاعة البريطانية.
درس في الكلية العربية في القدس وتخرج منها.

## المسيرة المهنية
انتقل إلى العمل في إذاعة البحرين على رأس إدارة البرامج ومراقبا للإذاعة من 1963 إلى 1976.
كلف بتأسيس راديو بحرين الإذاعة الناطقة باللغة الانجليزية التي بدأت بثها العام 1977 وعين رئيسا لها وقدم وأعد الكثير من البرامج الإذاعية الناجحة.
يعتبر من الإعلاميين المحترفين في مجال الترجمة الفورية بالإضافة إلى أنه كان يقوم بترجمة الكثير من الكتب والتقارير الأدبية والإخبارية كما أن صوته يعد من الأصوات المميزة إذاعيا وخصوصا في مجال قراءة النشرات والبرامج الإخبارية.
كان قبل احترافه الناجح للعمل الإذاعي عمل في مجال الإدارة والتدريب في شركة أرامكو في المملكة العربية السعودية كما شملت خبرته العملية الواسعة فترة قضاها مع الأمم المتحدة إذ عمل مساعدا في إدارة وتطوير البرامج التعليمية لوكالة الأمم المتحدة لإغاثة وتشغيل اللاجئين الفلسطينيين.
انعكست تجربته في إدارة راديو بحرين إذ اهتم بالعنصر البشري وتدريبه لكي يستطيع ان يؤدي عمله الإذاعي على أكمل وجه.
عمل مستشارا بهيئة الإذاعة والتلفزيون حتى عام 2004.

## الإنجازات والتكريمات
في 21 مارس 2006 تم تكريم سليمان ضمن مهرجان الخليج التاسع للإنتاج الإذاعي والتليفزيوني.

## الوفاة
توفي سليمان في 14 ديسمبر 2005 الذي وافاه الأجل المحتوم بعد صراع مع المرض لأكثر من سنة.